# یته گوتلند
یته گانلوگ الیزابت بنگتسسون گوتلند (به سوئدی: Jytte Gunlög Elisabeth Bengtsson Guteland) (زاده ۱۶ سپتامبر ۱۹۷۹) یک سیاستمدار سوئدی است که از سال ۲۰۱۴ تا ۲۰۲۲ نماینده پارلمان اروپا بوده‌است. او عضو سوسیال دموکرات‌ها، بخشی از اتحاد مترقی سوسیالیست‌ها و دموکرات‌ها است.

## سنین جوانی و تحصیل
گوتلند دارای مدرک کارشناسی ارشد در اقتصاد از دانشگاه سودرتورن است.

## حرفه
گوتلند از سال ۲۰۰۵ تا ۲۰۰۷ عضو هیئت اجرایی ملی اتحادیه جوانان سوسیال دموکرات با مسئولیت مسائل رفاهی بود. او از سال ۲۰۰۷ تا ۲۰۱۱ رئیس اتحادیه جوانان سوسیال دموکرات بود. در سال ۲۰۱۱ از او به عنوان نامزد احتمالی رهبری حزب سوسیال دموکرات نام برده شد.
گوتلند همچنین مشاور سیاسی در وزارت دارایی و در وزارت آموزش سوئد بوده‌است. علاوه بر این، او به عنوان مدیر پروژه برای سازمان اندیشکده سوئدی چالش جهانی کار کرده‌است.

### عضو پارلمان اروپا، ۲۰۱۴–۲۰۲۲
گوتلند در انتخابات پارلمان اروپا در سال ۲۰۱۴ در سوئد به عضویت پارلمان اروپا انتخاب شد. در طول مدت حضورش در پارلمان، او در کمیته محیط زیست، بهداشت عمومی و ایمنی مواد غذایی خدمت کرد. در این سمت، او گزارشگر پارلمان در مورد اقدامات برای دستیابی به کربن‌خنثی تا ۲۰۵0 (۲۰۲۰) بود. در سال ۲۰۲۰، او همچنین به کمیته تحقیق در مورد حفاظت از حیوانات در حین حمل و نقل پیوست.
گوتلند علاوه بر وظایف کمیته، عضوی از هیئت پارلمان برای روابط با ایران بود. او همچنین ریاست گروه بین‌گروه پارلمان اروپا در صحرای غربی بر عهده داشت و به عنوان عضوی از گروه بین‌گروه پارلمان اروپا در مورد تغییرات آب و هوا، تنوع زیستی و توسعه پایدار، بین‌گروه پارلمان اروپا در مورد رفاه و حفاظت از حیوانات و گروه بین گروهی پارلمان اروپا در مورد حقوق دگرباشان جنسی بود.
در سال ۲۰۲۱، گوتلند بخشی از هیئت رسمی پارلمان اروپا در کنفرانس تغییرات اقلیمی سازمان ملل متحد ۲۰۲۱ بود.

## فعالیتهای دیگر
- شورای اروپا در روابط خارجی (ECFR)، عضو شورا[۱۰]